# هيومان ناتشر
هيومان ناتشر (بالإنجليزية: Human Nature)‏ هي أغنية أمريكية للفنانة مادونا بألبومها السادس بيدتايمز ستوريز.